# Xavier Eritja i Ciuró
Xavier Eritja i Ciuró (Sallent, 26 de març de 1970) és un historiador i polític català, nascut a Sallent però resident a Lleida, diputat al Congrés dels Diputats en la XI i XII Legislatures.
És llicenciat en història per la Universitat de Barcelona, llicenciat en història medieval per la Universitat de Tolouse i un postgrau en gestió cultural per la Universitat de Lleida.
Fou president de l'Ateneu Popular de Ponent entre 2006 i 2012 i de la territorial d'Òmnium Cultural a Ponent entre 2014 i 2015. Portaveu de Lleida Decideix i membre fundador de l'Assemblea Nacional Catalana a Lleida. De cara les eleccions generals espanyoles de 2015 i 2016 va ser candidat d'Esquerra Republicana de Catalunya a la circumscripció de Lleida i fou elegit diputat.

## Obres
- Refer una "cultura de riu". Arts: revista del Cercle de Belles Arts de Lleida, N° 35, 2011, pp. 12–15. ISSN 1576-8368
- Sondeig arqueològic d'urgència al castell de Corbins (Segrià, Lleida): segles XII-XIII. En coautoría con Enric Tartera Bieto, Montserrat Gené. Revista d'arqueologia de Ponent, Nº 8, 1998 - pp. 139–150. ISSN 1131-883X
- De l'Almunia a la Turris: organització de l'espai a la regió de Lleida (segles 11-13). Universitat de Lleida, 1998 – p. 100. ISBN 8484090116, ISBN 9788484090113